# حلزة (اسم)
حلزة هو اسم علم مذكر من أصل عربي، ومعناه هو البخيل السيء الخلق القصير البوم، سموا به على قلة ولم يحيطوا بمعانيه، أصله من غير تاء، وزيدت للتأنيث المجازي.

## وصلات خارجية
- موسوعة السلطان قابوس لأسماء العرب نسخة محفوظة 5 أبريل 2019 على موقع واي باك مشين.